# Stephanophorus diadematus
Stephanophorus diadematus е вид птица от семейство Тангарови (Thraupidae), единствен представител на род Stephanophorus.

## Разпространение
Видът е разпространен в Аржентина, Бразилия, Парагвай и Уругвай.